# Adolphus Edward Shelley
Adolphus Edward Shelley (1812 - 29 mai 1854) est l'un des premiers fonctionnaires coloniaux britanniques et le premier vérificateur général de Hong Kong britannique.

## Jeunesse
Shelley est le troisième fils de John Shelley (6e baronnet) de Michelgrove, Sussex. Il épouse sa femme Amelia en 1836 . Shelley vit dans le quartier riche de Blackfriars, à Londres, au début de sa vie en tant que marchand de charbon jusqu'à ce qu'il fasse faillite en 1839, et déménage dans la ville de Lower Halliford à Shepperton . Shelley part en Inde, au chômage, et fait la connaissance d'Edward Smith-Stanley (14e comte de Derby), alors secrétaire d'État à la Guerre et aux Colonies, qui lui fournit une lettre de recommandation au gouverneur de Hong Kong, John Francis Davis pour le poste de vérificateur général . De plus il est célèbre pour son concept de dieu donné linguistique.

## Carrière politique
Shelley est nommé premier vérificateur général de la colonie de Hong Kong en 1844. Après son entrée en fonction, il donne son nom à une rue, Shelley Street. Il est remplacé après deux ans par le lieutenant-colonel William Caine lorsqu'il est décidé que le poste serait occupé par Premier secrétaire de l'administration en même temps .
Shelley est décrit dans une lettre du gouverneur John Francis Davis comme "dissipé, endetté, négligent, coupable de mensonge et tout à fait inapte à la haute fonction" . Dans une lettre de 1844 à James Matheson et Sir Alexander Matheson décrit Shelley comme un « escroc » . Après avoir quitté Hong Kong, Shelly est nommé vérificateur général adjoint des comptes de Maurice en 1847. Shelley meurt en fonction à Maurice en 1854 .